# Alexandre Roig
Alexandre Roig (Montpellier, Francia, 25 de enero de 1976) es un académico y político argentino de origen francés. Fue entre 2021 y 2023 Presidente del INAES (Instituto Nacional de Asociativismo y Economía Social) de la República Argentina, profesor titular e investigador de la UNSaM y militante del Movimiento Evita.

## Trayectoria

### Formación y academia
Alexandre Roig es Doctor de la Escuela de Altos Estudios en Ciencias Sociales en Sociología Económica del Desarrollo (Francia), Máster del Instituto Universitario de Estudios sobre el Desarrollo de Ginebra (Suiza), Máster en Ciencia Política de la Universidad de Toulouse (Francia) y Diplomado del Instituto de Estudios políticos de Toulouse (Francia).
Gran parte de su trabajo académico consiste en poder articular el desarrollo teórico con la práctica política y los conceptos construidos desde las luchas populares. Realizó numerosas investigaciones y publicaciones nacionales e internacionales en el campo de los estudios sobre la economía popular, el desarrollo, la sociología económica del dinero, de la moneda y de las finanzas.
Se desempeñó como investigador asociado del proyecto “Instituciones y desarrollo: un estudio comparativo” de la Universidad de Princeton. Bajo el mismo título, participó en el grupo de Socioeconomía, Instituciones y Desarrollo del Centro de Investigaciones para el Desarrollo y la Facultad de Ciencias Económicas de la Universidad Nacional de Colombia. También como investigador asociado fue parte del espacio de producción colectiva “NuCEC” del Museo Nacional de la Universidad Federal de Río de Janeiro.
En reiteradas oportunidades fue profesor invitado en distintas instituciones en Francia, Suiza, Colombia, México y Brasil . En Argentina, fue Investigador del CONICET.
Actualmente es profesor titular e investigador de la UNSaM. Fue secretario académico de la misma universidad, director de la carrera de Sociología, Secretario de Extensión Universitaria, fundador y Co- director del Centro de Estudios Sociales de la Economía (CESE) y decano del IDAES. En ese marco, desarrolló el CUSAM (Centro Universitario San Martín), un espacio educativo que funciona en el interior de la Unidad Penal N.° 48 del Servicio Penitenciario Bonaerense en la localidad de José León Suárez.

### Política
Comenzó su vínculo con las organizaciones populares como sociólogo. En los primeros años de su llegada al país empezó a frecuentar los barrios cartoneros del cinturón del Ceamse, en José León Suárez y trabajo en una cooperativa de reciclaje. A través del abogado laboralista Oscar Valdovinos ingresó al Movimiento Evita en el año 2012.

En el ámbito de la gestión pública en Argentina, Alexandre se desarrollaría más tarde como asesor de la Secretaria de Economía Social del Ministerio de Desarrollo Social. Durante ese tiempo, llevó adelante junto con Pablo Chenna y Sonia Lombardo la creación del Registro Nacional de Trabajadores de la Economía Popular (RENATEP).
“Los trabajadores y trabajadoras de la economía popular son protagonistas del desarrollo de nuestro país. Crean su propio trabajo a partir de sus saberes y oficios, en unidades productivas individuales o colectivas que están inscriptas en relaciones asimétricas en el ámbito financiero, comercial o fiscal.
El Registro Nacional de Trabajadores y Trabajadoras de la Economía Popular busca reconocer, formalizar y garantizar los derechos de los trabajadores y trabajadoras de la economía popular para que accedan a herramientas que les permitan potenciar su trabajo.” 
En febrero del 2021 asumió como presidente del Instituto Nacional de Asociativismo y Economía Social y finalizó su mandato en 2023.

## Publicaciones

### Libros
- Wilkis, Ariel; Roig, Alexandre (2015). El laberinto de las finanzas y de la moneda. Nuevas perspectivas de los Estudios Sociales de la Economía.. Buenos Aires: Biblos. ISBN 978-987-691-396-6.
- Roig, Alexandre (2016). La moneda imposible. La convertibilidad argentina de 1991.. Buenos Aires: Fondo De Cultura Económica. ISBN 978-607-163-995-0.
- Roig, Alexandre; Otros (2017). “Economía popular. Los desafíos del trabajo sin patrón”. Buenos Aires: Colihue. ISBN 978-987-684-311-9.

### Artículos en medios gráficos
- “Lo social en el Estado: por una institución de la transformación” Revista La Nación Trabajadora (2020)
- “El deseo de la tercera posición” Revisa Panamá (2021)
- “La batalla de los imaginarios” Revista Anfibia (2019)
- “Algo no encaja acá: maquina de confrontación en tiempos de crisis de la dialéctica” Revista Digital Rizoma (2018)
- “La fuerza del valor: soberanía y moneda en Georges Bataille” Revista Diferencias (2017)